# 24 uur van Le Mans 1972

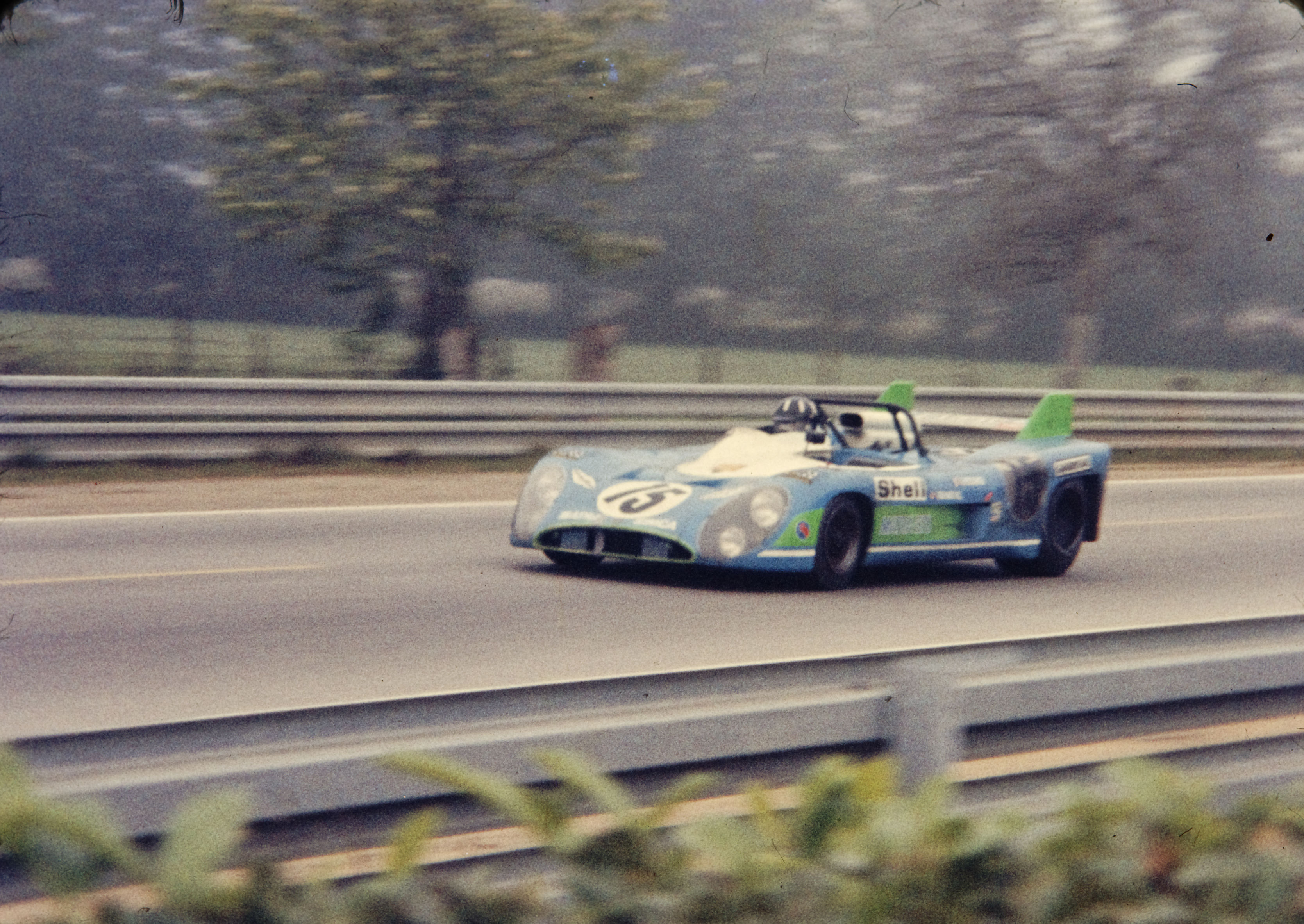
De winnende auto: de Matra-Simca MS670 #15.

De 24 uur van Le Mans 1972 was de 40e editie van deze endurancerace. De race werd verreden op 10 en 11 juni 1972 op het Circuit de la Sarthe nabij Le Mans, Frankrijk.
De race werd gewonnen door de Equipe Matra-Simca Shell #15 van Henri Pescarolo en Graham Hill, die allebei hun eerste Le Mans-zege behaalden. De GTS 5.0-klasse werd gewonnen door de Automobiles Charles Pozzi #39 van Claude Ballot-Léna en Jean-Claude Andruet. De TS 3.0-klasse werd gewonnen door de Ford Motorenwerke Deutschland #54 van Gerry Birrell en Claude Bourgoignie. De GTS 2.5-klasse werd gewonnen door de Louis Meznarie #41 van Sylvain Garant, Jürgen Barth en Michael Keyser. De S 2.0-klasse werd gewonnen door de René Ligonnet #27 van René Ligonnet en Barrie Smith. De GTS +5.0-klasse werd gewonnen door de North American Racing Team #4 van Bob Johnson en Dave Heinz.
De race werd overschaduwd door een dodelijk ongeluk van Jo Bonnier. Op de vroege zondagmorgen kwam zijn auto op het rechte stuk Mulsanne in aanraking met die van Florian Vetsch terwijl hij deze in wilde halen. Zijn auto vloog gedurende meer dan honderd meter door de lucht en kwam in het bos terecht. Bonnier raakte zwaargewond en overleed korte tijd later.

## Race
Winnaars in hun klasse zijn vetgedrukt. Auto's die minder dan 70% van de afstand van de winnaar (240 ronden) hadden afgelegd werden niet geklasseerd.
| Pos. | Klasse   | No. | Team                          | Coureurs                                              | Chassis               | Motor                     | Banden | Ronden |
| ---- | -------- | --- | ----------------------------- | ----------------------------------------------------- | --------------------- | ------------------------- | ------ | ------ |
| 1    | S 3.0    | 15  | Equipe Matra-Simca Shell      | Henri Pescarolo Graham Hill                           | Matra-Simca MS670     | Matra 3.0L V12            | G      | 344    |
| 2    | S 3.0    | 14  | Equipe Matra-Simca Shell      | François Cevert Howden Ganley                         | Matra-Simca MS670     | Matra 3.0L V12            | G      | 333    |
| 3    | S 3.0    | 60  | Siffert ATE Racing            | Reinhold Joest Michel Weber Mario Casoni              | Porsche 908LH Coupé   | Porsche 3.0L F8           | D      | 325    |
| 4    | S 3.0    | 18  | Autodelta SpA                 | Nino Vaccarella Andrea de Adamich                     | Alfa Romeo Tipo 33TT3 | Alfa Romeo 3.0L V8        | G      | 307    |
| 5    | GTS 5.0  | 39  | Automobiles Charles Pozzi     | Claude Ballot-Léna Jean-Claude Andruet                | Ferrari 365 GTB/4     | Ferrari 4.4L V12          | M      | 306    |
| 6    | GTS 5.0  | 74  | North American Racing Team    | Sam Posey Tony Adamowicz                              | Ferrari 365 GTB/4     | Ferrari 4.4L V12          | G      | 304    |
| 7    | GTS 5.0  | 34  | Scuderia Filipinetti          | Mike Parkes Jean-Louis Lafosse Jean-Jacques Cochet    | Ferrari 365 GTB/4     | Ferrari 4.4L V12          | M      | 302    |
| 8    | GTS 5.0  | 36  | Ecurie Francorchamps          | Derek Bell Teddy Pilette Richard Bond                 | Ferrari 365 GTB/4     | Ferrari 4.4L V12          | M      | 301    |
| 9    | GTS 5.0  | 38  | North American Racing Team    | Jean-Pierre Jarier Claude Buchet                      | Ferrari 365 GTB/4     | Ferrari 4.4L V12          | G      | 297    |
| 10   | TS 3.0   | 54  | Ford Motorenwerke Deutschland | Gerry Birrell Claude Bourgoignie                      | Ford Capri 2600RS     | Ford 2.9L V6              | D      | 292    |
| 11   | TS 3.0   | 52  | Ford Motorenwerke Deutschland | Dieter Glemser Alex Soler-Roig                        | Ford Capri 2600RS     | Ford 2.9L V6              | D      | 289    |
| 12   | S 3.0    | 68  | Duckham's Oil Motor Racing    | Alain de Cadenet Chris Craft                          | Duckhams LM72         | Ford Cosworth DFV 3.0L V8 | D      | 288    |
| 13   | GTS 2.5  | 41  | Louis Meznarie                | Sylvain Garant Jürgen Barth Michael Keyser            | Porsche 911S          | Porsche 2492cc F6         | F      | 285    |
| 14   | S 2.0    | 27  | René Ligonnet                 | René Ligonnet Barrie Smith                            | Lola T290             | Cosworth FVC 1790cc S4    | F      | 284    |
| 15   | GTS +5.0 | 4   | North American Racing Team    | Bob Johnson Dave Heinz                                | Chevrolet Corvette C3 | Chevrolet 7.0L V8         | G      | 284    |
| 16   | GTS +5.0 | 32  | C. Dubois                     | Jean-Marie Jacquemin Yves Deprez                      | De Tomaso Pantera     | Ford 5.8L V8              | G      | 282    |
| 17   | GTS 2.5  | 46  | North American Racing Team    | Jean-Pierre Laffeach Gilles Doncieux                  | Dino 246 GT           | Ferrari 2418cc V6         | G      | 265    |
| 18   | S 2.0    | 24  | Wicky Racing Team             | Peter Mattli Hervé Bayard Walter Brun                 | Porsche 907           | Porsche 1997cc F6         | F      | 252    |
| NC   | S 3.0    | 67  | Christian Poirot              | Christian Poirot Philippe Farjon                      | Porsche 908/02K       | Porsche 3.0L F8           | D      | 206    |
| DNF  | S 3.0    | 16  | Equipe Matra-Simca Shell      | Jean-Pierre Jabouille David Hobbs                     | Matra-Simca MS660C    | Matra 3.0L V12            | G      | 278    |
| DNF  | S 3.0    | 5   | Escuderia Montjuïch           | Juan Fernández Francesco Torredemer Eugenio Baturone  | Porsche 908/03        | Porsche 3.0L F8           | G      | 278    |
| DNF  | S 3.0    | 19  | Autodelta SpA                 | Rolf Stommelen Nanni Galli                            | Alfa Romeo Tipo 33TT3 | Alfa Romeo 3.0L V8        | G      | 263    |
| DNF  | S 3.0    | 6   | Hans-Dieter Weigel            | Hans-Dieter Weigel Helmuth Krause                     | Porsche 908/02K       | Porsche 3.0L F8           | F      | 244    |
| DNF  | GTS +5.0 | 29  | Greder Racing                 | Henri Greder Marie-Claude Beaumont                    | Chevrolet Corvette C3 | Chevrolet 7.0L V8         | M      | 235    |
| DNF  | S 3.0    | 17  | Autodelta SpA                 | Vic Elford Helmut Marko                               | Alfa Romeo Tipo 33TT3 | Alfa Romeo 3.0L V8        | G      | 232    |
| DNF  | GTS 5.0  | 57  | North American Racing Team    | Masten Gregory Luigi Chinetti jr.                     | Ferrari 365 GTB/4     | Ferrari 4.4L V12          | G      | 226    |
| DNF  | S 3.0    | 8   | Ecurie Bonnier                | Jo Bonnier Gijs van Lennep                            | Lola T280             | Cosworth DFV 3.0L V8      | G      | 213    |
| DNF  | GTS 2.5  | 42  | Claude Haldi                  | Claude Haldi Paul Keller Gérard Dantan-Merlin         | Porsche 911S          | Porsche 2492cc F6         | D      | 208    |
| DNF  | GTS 5.0  | 35  | Scuderia Filipinetti          | Bernard Cheneviére Florian Vetsch Gérard Pillon       | Ferrari 365 GTB/4     | Ferrari 4.4L V12          | M      | 204    |
| DNF  | S 3.0    | 22  | Automobiles Ligier            | Jacques Laffite Pierre Maublanc                       | Ligier JS2            | Maserati 3.0L V6          | M      | 195    |
| DNF  | GTS +5.0 | 71  | Écurie Léopard                | Jean-Claude Aubriet Jean-Claude Depince               | Chevrolet Corvette C3 | Chevrolet 7.0L V8         | M      | 188    |
| DNF  | S 3.0    | 65  | "Novestille"                  | Louis Cosson Jean-Louis Ravenel                       | Porsche 910           | Porsche 2379cc F6         | D      | 188    |
| DNF  | S 3.0    | 56  | Claude Laurent                | Claude Laurent Martial Delalande Jacques Marché       | Ligier JS2            | Maserati 3.0L V6          | M      | 186    |
| DNF  | GTS 2.5  | 45  | Raymond Touroul               | Fernand Saropoulos Dominique Bardini                  | Porsche 911S          | Porsche 2492cc F6         | D      | 183    |
| DNF  | TS 3.0   | 53  | Ford Motorenwerke Deutschland | Jochen Mass Hans-Joachim Stuck                        | Ford Capri 2600RS     | Ford 2.9L V6              | D      | 152    |
| DNF  | S 3.0    | 7   | Ecurie Bonnier                | Hughes de Fierlandt Gérard Larrousse                  | Lola T280             | Cosworth DFV 3.0L V8      | G      | 86     |
| DNF  | S 3.0    | 76  | J. Egreteaud                  | Jean-Claude Lagniez Raymond Touroul                   | Porsche 908/02K       | Porsche 3.0L F8           | D      | 83     |
| DNF  | GTS +5.0 | 72  | John Greenwood Racing         | Alain Cudini Bernard Darniche John Greenwood          | Chevrolet Corvette C3 | Chevrolet 7.0L V8         | BF     | 82     |
| DNF  | S 2.0    | 23  | Guy Edwards                   | Brian Robinson Jean Rondeau                           | Chevron B21           | Cosworth FVC 1790cc S4    | F      | 76     |
| DNF  | GTS 5.0  | 37  | Maranello Concessionaires     | Peter Westbury John Hine                              | Ferrari 365 GTB/4     | Ferrari 4.4L V12          | M      | 72     |
| DNF  | TS 3.0   | 49  | Team Schnitzer-Motul          | Hans Heyer René Herzog                                | BMW 2800 CS           | BMW 3.0L S6               | D      | 70     |
| DNF  | GTS 2.5  | 44  | Jean Sage Gelo Racing Team    | Jean Sage Georg Loos Franz Pesch                      | Porsche 911S          | Porsche 2492cc F6         | D      | 64     |
| DNF  | GTS +5.0 | 28  | John Greenwood Racing         | John Greenwood Dick Smothers                          | Chevrolet Corvette C3 | Chevrolet 7.0L V8         | BF     | 53     |
| DNF  | GTS 2.5  | 80  | Porsche-Kremer Racing Team    | Erwin Kremer John Fitzpatrick                         | Porsche 911S          | Porsche 2492cc F6         | D      | 39     |
| DNF  | GTS 2.5  | 79  | J.-P. Gaban                   | Hermes Delbar Roger van der Schrick                   | Porsche 911S          | Porsche 2450cc F6         | D      | 36     |
| DNF  | GTS +5.0 | 30  | Escuderia Montjuïch           | José Juncadella Fernando de Baviera                   | De Tomaso Pantera     | Ford 5.8L V8              | G      | 36     |
| DNF  | GTS +5.0 | 31  | Escuderia Montjuïch           | Herbert Müller Cox Kocher                             | De Tomaso Pantera     | Ford 5.8L V8              | G      | 36     |
| DNF  | S 2.0    | 69  | Michel Dupont                 | Michel Dupont Jean-Paul Bodin Paul Blancpain          | Chevron B19/21        | Cosworth FVC 1790cc S4    | F      | 29     |
| DNF  | GTS 2.5  | 40  | R. Mazzia                     | Pierre Mauroy Marcel Mignot                           | Porsche 911S          | Porsche 2492cc F6         | D      | 27     |
| DNF  | TS 3.0   | 84  | Shark Team                    | Jean-Claude Guérie Jean-Pierre Rouget Cyril Grandet   | Ford Capri 2600RS     | Ford 2.9L V6              | D      | 26     |
| DNF  | GTS 5.0  | 75  | Automobiles Charles Pozzi     | François Migault Daniel Rouveyran Jean-Claude Andruet | Ferrari 365 GTB/4     | Ferrari 4.4L V12          | M      | 22     |
| DNF  | S 3.0    | 58  | Bosch Racing Team             | Walter Roser Otto Stuppacher                          | Porsche 908/02K       | Porsche 3.0L F8           | F      | 11     |
| DNF  | S 3.0    | 21  | Automobiles Ligier            | Guy Ligier Jean-François Piot                         | Ligier JS2            | Maserati 3.0L V6          | M      | 7      |
| DNF  | S +3.0   | 33  | Société Franco-Brittanic      | Guy Chasseuil Jean Vinatier                           | De Tomaso Pantera     | Ford 5.8L V8              | G      | 3      |
| DNF  | S 3.0    | 12  | Equipe Matra-Simca Shell      | Jean-Pierre Beltoise Chris Amon                       | Matra-Simca MS670     | Matra 3.0L V12            | G      | 1      |
| DNS  | S 2.0    | 26  | Veglia GRAC Racing            | Lionel Noghès Christian Mons Alain Finkelstein        | GRAC MT16             | Cosworth FVC 1825cc S4    | F      | 0      |
| DNS  | GTS 2.5  | 43  | Jean Mesange                  | Jean Mesange Paul Keller                              | Porsche 911S          | Porsche 2492cc F6         | D      | 0      |
| DNS  | S 3.0    | 61  | Wicky Racing Team             | André Wicky Walter Brun Max Cohen-Olivar              | Porsche 908/02K       | Porsche 3.0L F8           |        | 0      |
| DNS  | GTS 2.5  | 78] | Gelo Racing Team              | Jean Sage Georg Loos Pierre Greub                     | Porsche 911S          | Porsche 2492cc F6         |        | 0      |
| DNQ  | TS 3.0   | 47  | Motor Racing Facilities       | Robert Grant Martin Birrane Serge Trosch              | Datsun 240Z           | Datsun 2394cc F6          | D      | 0      |
| DNQ  | GTS 2.5  | 51  | Wicky Racing Team             | Jean-Pierre Aeschlimann Juan Diez                     | Porsche 911S          | Porsche 2480cc F6         | F      | 0      |
| DNQ  | TS 2.5   | 55  | AGACI                         | Guy Verrier Gérard Foucault François Monath           | Citroën SM            | Maserati 2.9L V6          | M      | 0      |
| DNQ  | S 3.0    | 64  | Scuderia Filipinetti          | Dominique Martin Jean-Jacques Cochet Gérard Pillon    | Lola T280             | Cosworth DFV 3.0L V8      |        | 0      |
| DNQ  | GTS +5.0 | 73  | Scuderia Brescia Corse        | Gianpiero Moretti Enrico Pasolini Vincenzo Cazzago    | De Tomaso Pantera     | Ford 5.8L V8              | G      | 0      |
| DNQ  | TS 3.0   | 82  | Claude Buchet                 | Claude Buchet Joël Bonnemaison                        | Ford Capri 2600RS     | Ford 2.9L V6              |        | 0      |
| DNQ  | S 2.0    | 85  | Société Darnval               | Jean-Daniel Jakubowski Peter Schweitzer               | Taydec Mk3            | Cosworth FVC 1790cc S4    | F      | 0      |

1923 · 1924 · 1925 · 1926 · 1927 · 1928 · 1929 · 1930 · 1931 · 1932 · 1933 · 1934 · 1935 · 1936 · 1937 · 1938 · 1939 · 1940 - 1948 · 1949 · 1950 · 1951 · 1952 · 1953 · 1954 · 1955 (Ramp) · 1956 · 1957 · 1958 · 1959 · 1960 · 1961 · 1962 · 1963 · 1964 · 1965 · 1966 · 1967 · 1968 · 1969 · 1970 · 1971 · 1972 · 1973 · 1974 · 1975 · 1976 · 1977 · 1978 · 1979 · 1980 · 1981 · 1982 · 1983 · 1984 · 1985 · 1986 · 1987 · 1988 · 1989 · 1990 · 1991 · 1992 · 1993 · 1994 · 1995 · 1996 · 1997 · 1998 · 1999 · 2000 · 2001 · 2002 · 2003 · 2004 · 2005 · 2006 · 2007 · 2008 · 2009 · 2010 · 2011 · 2012 · 2013 · 2014 · 2015 · 2016 · 2017 · 2018 · 2019 · 2020 · 2021 · 2022 · 2023 · 2024